# Habib Sissoko
Habib Sissoko, né le 24 mai 1971 à Juvisy-sur-Orge, est un footballeur français.

## Biographie
Habib Sissoko devient footballeur à 25 ans. Né à Juvisy-sur-Orge, il rejoint en 1996 l'Olympique de Noisy-le-Sec, puis le CS Louhans-Cuiseaux en 1997. En février 1998, il rejoint Preston North End. Habib joue 7 matches avec North End avant d'être libéré à la fin de la saison. En octobre 1998, il rejoint l'équipe portugaise União Leiria. En juillet 2001, Sissoko signe pour le club de région parisienne Red Star 93.